# Mecopelidnota marxi
Mecopelidnota marxi är en skalbaggsart som beskrevs av Soula 2008. Mecopelidnota marxi ingår i släktet Mecopelidnota och familjen Rutelidae. Inga underarter finns listade i Catalogue of Life.